# Kościół św. Urszuli w Gwizdanowie
Kościół w Gwizdanowie – neogotycki kościół w Gwizdanowie w Polsce w województwie dolnośląskim, w powiecie lubińskim, w gminie Rudna.
Kościół położony jest we wsi Gwizdanów w południowo-zachodniej Polsce w północno-wschodniej części Wysoczyzny Lubińskiej, około 16 km na północny wschód od Lubina.

## Historia
Obecna bryła kościoła św. Urszuli, wzniesiona została w latach 1871-1872 na murach wcześniejszego kościoła z XIII wieku, który po raz pierwszy wzmiankowany był w dokumencie biskupa wrocławskiego Tomasza, wystawionym w roku 1289, w którym wymieniany jest proboszcz parafii w Gwizdanowie, ksiądz Wenzenslaus. Wieś stanowiła wówczas posiadłość kościelną należącą wraz z niewielkim majątkiem ziemskim do biskupów wrocławskich, do których należała aż do 1810 roku, do czasu sekularyzacji. Wokół kościoła założono na planie prostokąta cmentarz, otoczony kamiennym murem. 
Do zakończenia II wojny światowej był kościołem parafialnym zarządzanym przez katolików, parafia obsługiwała okoliczne wsie: Kębłów, Gawrony i Wysokie. 
W latach 1945–1960 kościół, jako filialny podlegał parafii w Rudnej. W 1960 roku arcybiskup Bolesław Kominek erygował parafię w Gwizdanowie a kościół został podniesiony do rangi kościoła parafialnego.

## Architektura
Kościół św. Urszuli, pochodzący z drugiej połowy XIII wieku, w drugiej połowie XIX wieku przebudowany w stylu neogotyckim. Kościół jest budowlą orientowaną, jednonawową, halową, murowaną z kamienia i cegły, wzniesioną na rzucie prostokąta z wyodrębnionym prezbiterium. 
Na osi fasady zachodniej znajduje się kwadratowa, masywna i przysadzista wieża, której górna partia wykonana jest z drewna. Wieża zwieńczona jest wysokim dachem namiotowym o kształcie ostrosłupa, krytym blachą. Otwory okienne i drzwiowe są o wykroju pełnym lub odcinkowym. Od strony południowej do korpusu świątyni dobudowana jest niewielka, prostokątna kruchta z okrągłymi okienkami. Cała świątynia przykryta jest wysokimi dachami dwuspadowymi. Na terenie wokół kościoła znajduje się przykościelny cmentarz otoczony zabytkowym, kamiennym murem.

### Wnętrze
Wnętrze jednonawowe, prezbiterium zamknięte ścianą prostą, przykryte płaskim sklepieniem od nawy oddzielone łukowym portalem. Nawa przykryta płaskim sklepieniem. 
W nawie empora organowa, umieszczona po przeciwnej stronie ołtarza. Empora organowa składa się z wysuniętego balkonu, wspartego na drewnianych filarach, w którego centrum umieszczono jednoczęściowy prospekt organowy.
Przy prezbiterium po lewej stronie znajduje się zakrystia. Okna prezbiterium i nawy prostokątne wydłużone z ostrołukowym zakończeniem.

## Wyposażenie
Wystrój kościoła, skromny, barokowy. Główny element wystroju stanowi piękny drewniany ołtarz trzyczęściowy (tryptyk), z bogatą dekoracją snycerską w centralnej części ołtarza znajduje się obraz patronki kościoła św. Urszuli. Po bokach nawy na wysokości portalu oddzielającego prezbiterium od nawy umieszczone są mniejsze ołtarze boczne, kształtem podobne do ołtarza głównego. 